# 穗萼叶下珠
穗萼叶下珠（学名：Phyllanthus fimbricalyx）为大戟科叶下珠属下的一个种。

## 扩展阅读
- 維基物種上的相關：穗萼叶下珠